# 蛤仔属
蛤仔属为帘蛤科的一個海洋雙殼綱軟體動物的屬。日常食用的花蛤就是本屬的成員。

## 型態描述
本屬物種的兩瓣殼很堅固，舷壁轉向並靠近前端。後端是楔形的，雙瓣內部邊緣平滑。每瓣殼上有3或4個主鉸齒。腹足大，虹管中等長度，除了最尖端分開以外，其餘部分都在一起。

## 分佈
WoRMS過往指本屬物種只分佈於挪威的西部海岸。
分布于菲律宾、日本以及中国大陆的辽宁、海南等地，生活环境为海水，多栖息于河口沿岸的潮间带泥沙滩中。该物种的模式产地在菲律宾。

## 物種
截至2021年12月13日，WoRMS紀錄本屬只餘下9個海洋物種：
- Venerupis anomala (Lamarck, 1818)
- Venerupis aspera (Quoy & Gaimard, 1835)
- Venerupis corrugata (Gmelin, 1791)
- Venerupis cumingii (G. B. Sowerby II, 1852)
- Venerupis galactites (Lamarck, 1818)
- Venerupis geographica (Gmelin, 1791)
- Venerupis glandina (Lamarck, 1818)
- Venerupis largillierti (Philippi, 1847)
- Venerupis rugosa G. B. Sowerby II, 1854

taxon inquirendum
- Venerupis tenuistriata Jonas, 1846

過往本屬還包括這些物種：
- Venerupis aurea (Gmelin, 1791)
- Venerupis bruguieri (Hanley, 1845)
- Venerupis cordieri
- Venerupis declivis Sowerby, 1853
- Venerupis decussata (Linnaeus, 1758)
- Venerupis dura (Gmelin, 1791)
- Venerupis lucens (Locard, 1886)
- Venerupis rugosa (G.B. Sowerby II, 1854)
- 花蛤 Venerupis philippinarum (A. Adams & Reeve, 1850)
- Venerupis saxatilis (Fleuriau de Bellevue, 1802)
- 塞內加爾蛤仔 Venerupis senegalensis (Gmelin, 1791)

### Polititapes
過往本屬被視為蛤仔屬的異名，但截至2016年，WoRMS又重新將四個物種分類到本屬：
- P. aureus、
- P. durus、
- P. lucens及
- P. rhomboides。

### Irus
本屬過往有相當數目的物種現時被歸入翹鱗蛤屬（Irus）。除了翹鱗蛤（Venerupis irus (Linnaeus, 1758)）以外，還有相當物種現時被視為翹鱗蛤的同種異名。

## 外部連結
- 維基物種上的相關：蛤仔属